# Wilhelm Rappé
Wilhelm Edmund Rappé (ur. 17 listopada 1883 w Stanisławowie, zm. 25 stycznia 1975 we Lwowie) – polski doktor prawa, docent prawa administracyjnego, znawca prawa fundacyjnego, wykładowca, urzędnik II Rzeczypospolitej.

## Życiorys
Urodził się 17 listopada 1883 w Stanisławowie jako jedno z sześciorga dzieci Wilhelma Antoniego Franciszka Rappé (1835–1900) i Wincenty z domu Witt (lub With, 1853–1908). Uczęszczał do gimnazjów w rodzinnym mieście, a po śmierci ojca od 1900 we Lwowie do V Gimnazjum, gdzie 24 czerwca 1902 zdał maturę. W latach 1902–1905 studiował na Wydziale Prawa Uniwersytetu Lwowskiego, uczestnicząc w seminariach z prawa rzymskiego prof. Ignacego Koschembahr–Łyskowskiego, prof. Stanisława Szachowskiego, z prawa kościelnego prof. Władysława Abrahama oraz z prawa karnego Feliksa Gryzieckiego. W 1906 uzyskał absolutorium, a w 1908 tytuł doktora praw. Studiował też przez rok na Wydziale Filozoficznym Uniwersytetu Lwowskiego. Od 1907 do 1921 był zatrudniony w Wydziale Krajowym we Lwowie, w kancelarii Sejmu Krajowego Galicji, po odzyskaniu przez Polskę niepodległości w Tymczasowym Wydziale Samorządowym w likwidacji we Lwowie na stanowiskach adiunkta, wicesekretarza, sekretarza i od 1921 radcy. Od 1 grudnia 1922 był asystentem starszym wolontariuszem przy Katedrze Prawa Administracyjnego, kierowanej przez profesora Zbigniewa Pazdry, na Wydziale Prawa Uniwersytetu Jana Kazimierza we Lwowie. Habilitację z zakresu prawa administracyjnego uzyskał w 1935 na podstawie prac: „Systemy nadzoru nad fundacjami w ustawodawstwie obowiązującym na ziemiach polskich w świetle prawa obowiązującego” (1933), „Reforma rolna, a publiczno–prawne ograniczenia własności ziemskiej fundacji” (1933), „O publicznoprawnej fundacji w ustawodawstwie polskim” (1930). Pracował jako docent i asystent wolontariusz w Zakładzie Prawa Administracyjnego UJK do 1939 Równolegle od 1932 był zatrudniony na stanowisku naczelnika Urzędu Wojewódzkiego we Lwowie. W latach 1936–1939 wykładał „Prawo fundacyjne” i „Problemy administracyjne Konkordatu polskiego” na studium ogólnym Wydziału Prawa UJK.
11 listopada 1937 otrzymał Krzyż Kawalerski Orderu Odrodzenia Polski „za zasługi w służbie państwowej”.
Po wybuchu II wojny światowej i agresji ZSRR na Polskę z 17 września 1939 oraz nastaniu okupacji sowieckiej został zwolniony z Wydziału Prawa wraz z grupą zatrudnionych tam osób. Po wydaniu zarządzenia z 3 stycznia 1940 o organizacji Wydziału Prawa zawierającego spis wszystkich etatowych pracowników naukowych wydziału, których przyjęto do pracy, Wilhelm Rappé nie został zakwalifikowany jako pracownik etatowy. Po ataku Niemiec na ZSRR z czerwca 1941 w okresie okupacji niemieckiej wykładał na Wydziale Prawa Tajnego Uniwersytetu Jana Kazimierza kierowanym przez prof. Kazimierza Przybyłowskiego prawo administracyjne (wykłady i ćwiczenia) oraz prawo kościele. Po nadejściu frontu wschodniego w 1944 i ponownym uruchomieniu Państwowego Uniwersytetu im. Iwana Franki został zatrudniony jako p.o. kierownika Katedry Wydziału Prawa Administracyjnego, następnie był asystentem w Katedrze Prawa Administracyjnego, a z dniem 30 listopada 1944 został zwolniony.
Po wojnie pozostał we Lwowie. Pomimo przebywania poza granicami PRL, był rozpracowywany przez SB. Jego dalsze losy powojenne są nieznane. Po 1945 nie zajmował się nauką.
Jego żoną była Aniela z d. Pribil (ur. 1904).
Zmarł 25 stycznia 1975 we Lwowie. Został pochowany w grobowcu rodzinnym na Cmentarzu Łyczakowskim we Lwowie. 

## Publikacje
- Wpływ art 90 Konstytucji na tzw. „Fundacje szlacheckie” („Przegląd Prawa i Administracji”, 1924)
- Fundacje (w: Encyklopedia Podręczna Prawa Publicznego, t. I, z. 3, Warszawa 1926)
- O „publiczno-prawnej” fundacji w ustawodawstwie polskim („Przegląd Prawa i Administracji” 1930)
- Reforma rolna a publiczno-prawne ograniczenia własności ziemskiej fundacji. Studium z porównawczego prawa administracyjnego (1931)
- Systemy nadzoru nad fundacjami w ustawodawstwie obowiązującym na ziemiach Polski w świetle prawa porównawczego (1933)
- Zagadnienia administracyjne konkordatu („Przegląd Prawa i Administracji” 1935)
- Fundacje (1937)